# Église Sainte-Marie-Majeure de Trente
Ne doit pas être confondu avec Basilique Sainte-Marie-Majeure.
L'église Sainte-Marie-Majeure (italien : chiesa di Santa Maria Maggiore ; allemand : Kirche Groß Sankt Marien) est un édifice religieux catholique sis à Trente, en Italie. L'église fut construite au XVIe siècle par l'architecte Antonio Medaglia, sur décision du prince-évêque de Trente Bernardo Clesio. Une partie des délibérations du concile de Trente (1545-1563) s'y est déroulée.
En novembre 1973, le pape Paul VI l'a élevée à la dignité de basilique mineure.

## Histoire
L'église Sainte-Marie-Majeure se trouve dans un quartier qui, à l'époque romaine, abritait des bâtiments publics, peut-être un complexe thermal.
Une source hagiographique, la Passio Sancti Vigilii, attribue la fondation de l’église à saint Vigile, troisième évêque de Trente entre la fin du IVe siècle et le début du Ve siècle ; les fouilles archéologiques de 1974-1978 et 2007-2009 conduisent à situer cette fondation plutôt dans les décennies suivantes, entre la seconde moitié du Ve siècle et le début du VIe siècle. Ce premier bâtiment comprenait trois nefs ; il a été utilisé jusqu'aux Xe siècle et XIe siècle. À cette époque, une nouvelle église, plus petite que la précédente, avec une abside centrale semi-circulaire flanquée de deux absides, remplace l'ancienne.
Après 1290, une troisième église est construite à la place de la précédente, avec une nef et deux bas-côtés se terminant par autant d'absides symétriques.
En 1520, commence sur décision de Bernardo Clesio, la construction de l'église actuelle.

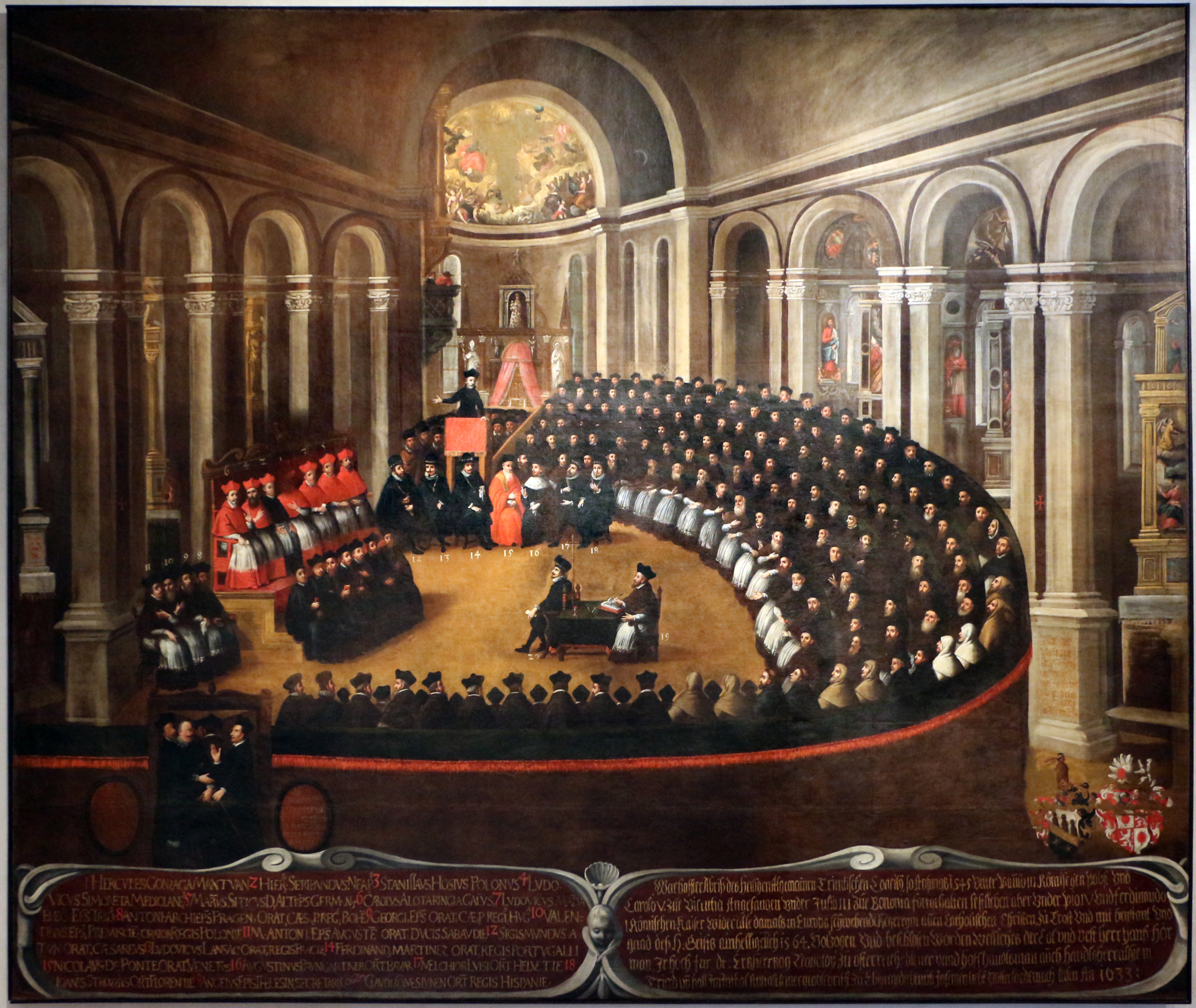
Elia Naurizio, Le Concile de Trente dans l'église Santa Maria Maggiore.

Le 12 décembre 1545, s'y déroule la première procession solennelle du Concile de Trente, à la veille de l'ouverture de ses travaux ; en 1562-1563, plusieurs des réunions de la troisième session du concile y ont lieu. C'est à cette époque qu'est construite une tribune en hémicycle en bois « à l'apparence de théâtre », documentée par des gravures et des tableaux, le plus connu étant celui d'Elia Naurizio conservé au musée diocésain de Trente.
Après les fouilles archéologiques et diverses restaurations, l'église a été rouverte au public en avril 2012, avec consécration de l'autel le 30 septembre 2012.

## Description

### Architecture
L'église, dont la construction a commencé en 1520, est en pierre blanche et ocre. La façade principale présente un portail en archivolte construit par le prince-évêque Cristoforo Madruzzo en 1539. Au-dessus du portail, une lunette est peinte à fresque avec une Annonciation.
Le clocher, haut de 53 mètres, est le plus haut de la ville. Construit en calcaire blanc, il possède deux ordres de fenêtres romanes à triple lancette et un dôme polygonal. À côté de l'église, une colonne a été érigée en 1845 en souvenir des célébrations du troisième centenaire de l'ouverture du Concile de Trente.

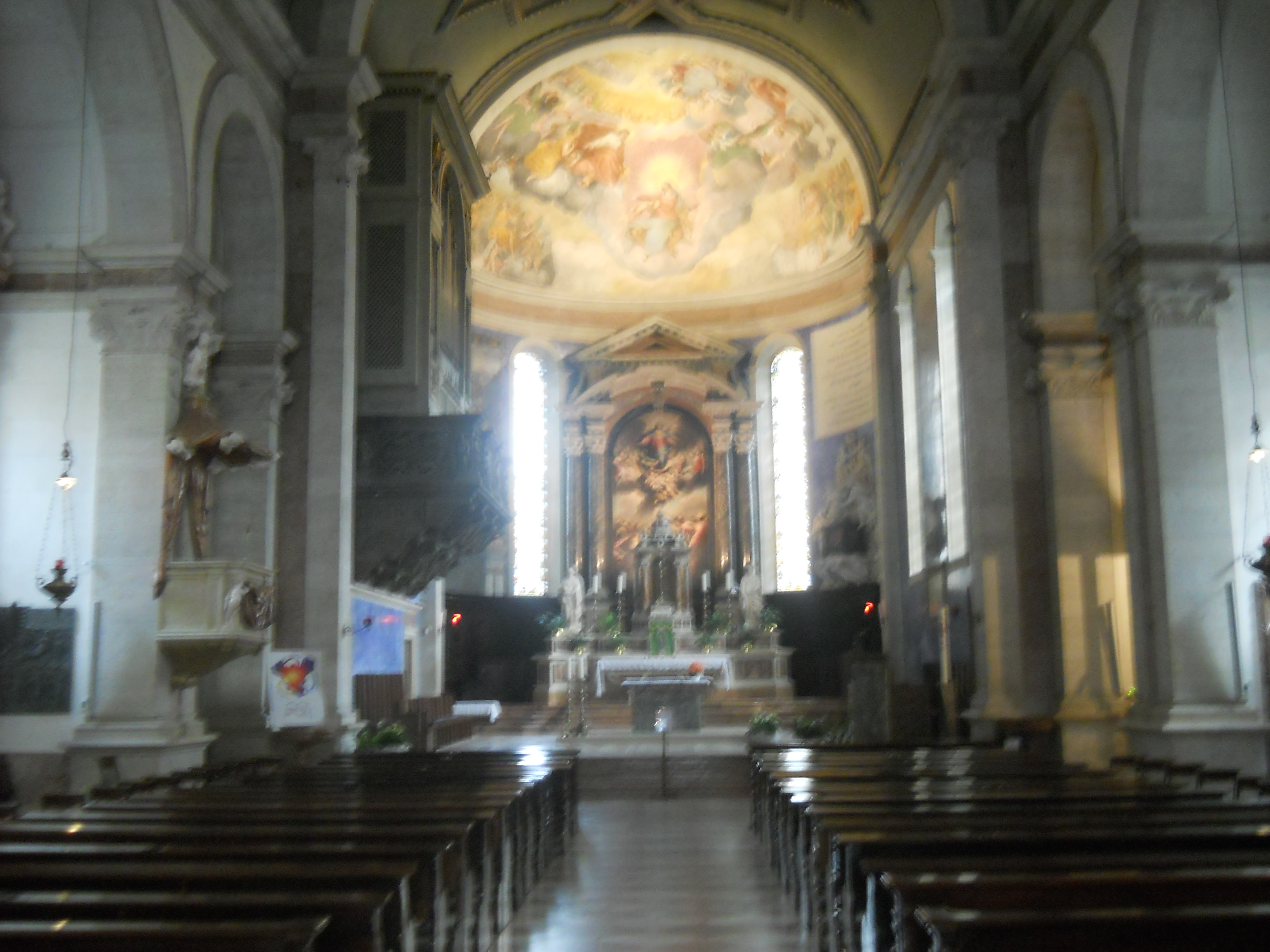
Intérieur de l'église.

L'intérieur présente une nef unique, flanquée d'une série de chapelles abritant des autels de marbre en style baroque. La voûte de la nef est décorée d'une ensemble de peintures représentant le Concile de Trente et des protagonistes de la Contre-Réforme. De part et d'autre de l'autel principal, deux statues en marbre représentant sainte Marthe et sainte Madeleine ont été sculptées à la fin du XVIIe siècle par Cornelis van der Beck.
La tribune des chantres (cantoria), construite par les tailleurs de pierre Vincenzo et Gian Girolamo Grandi, occupe la partie nord du presbytérium ; cette  grande tribune, soutenue par quatre corbeaux finement sculptés, a été construite entre 1534 et 1542.

### Œuvres d'art

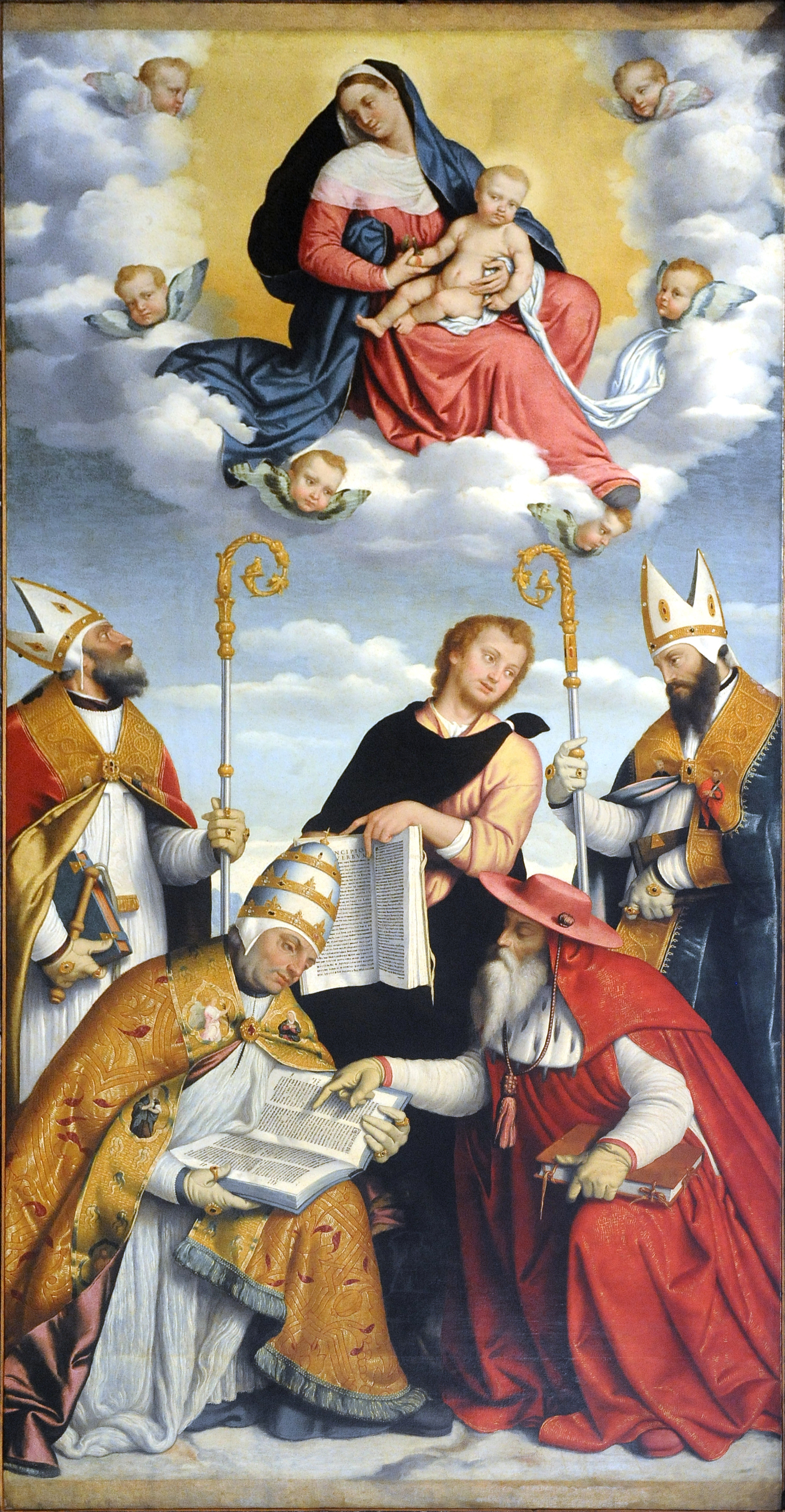
Giovanni Battista Moroni, Vierge à l'enfant en gloire, avec saint Jean l’Évangéliste et quatre docteurs de l'Église.

Dans la deuxième chapelle à droite, est conservé un tableau de Giovanni Battista Moroni : Vierge à l'enfant en gloire, avec saint Jean l’Évangéliste et quatre docteurs de l'Église, une huile sur toile peinte en 1551-1552. Le thème de l'œuvre, avec la discussion des docteurs de l'Église latine, est à relier aux débats théologiques du concile de Trente et à la réforme catholique.
Le tableau se trouvait à l'origine dans la troisième chapelle à droite ; il a probablement été déplacé en 1833 lors de la construction de l'autel au-dessus duquel il est placé par l'architecte Giovanni Pietro Dal Bosco.
Dans le chœur du presbytère, se trouve un orgue Mascioni, construit en 1928, qui réutilise le coffre de l'orgue ancien de 1536 ; il a été restauré et agrandi en 1953 à la suite des dégâts causés lors de la Seconde Guerre mondiale.

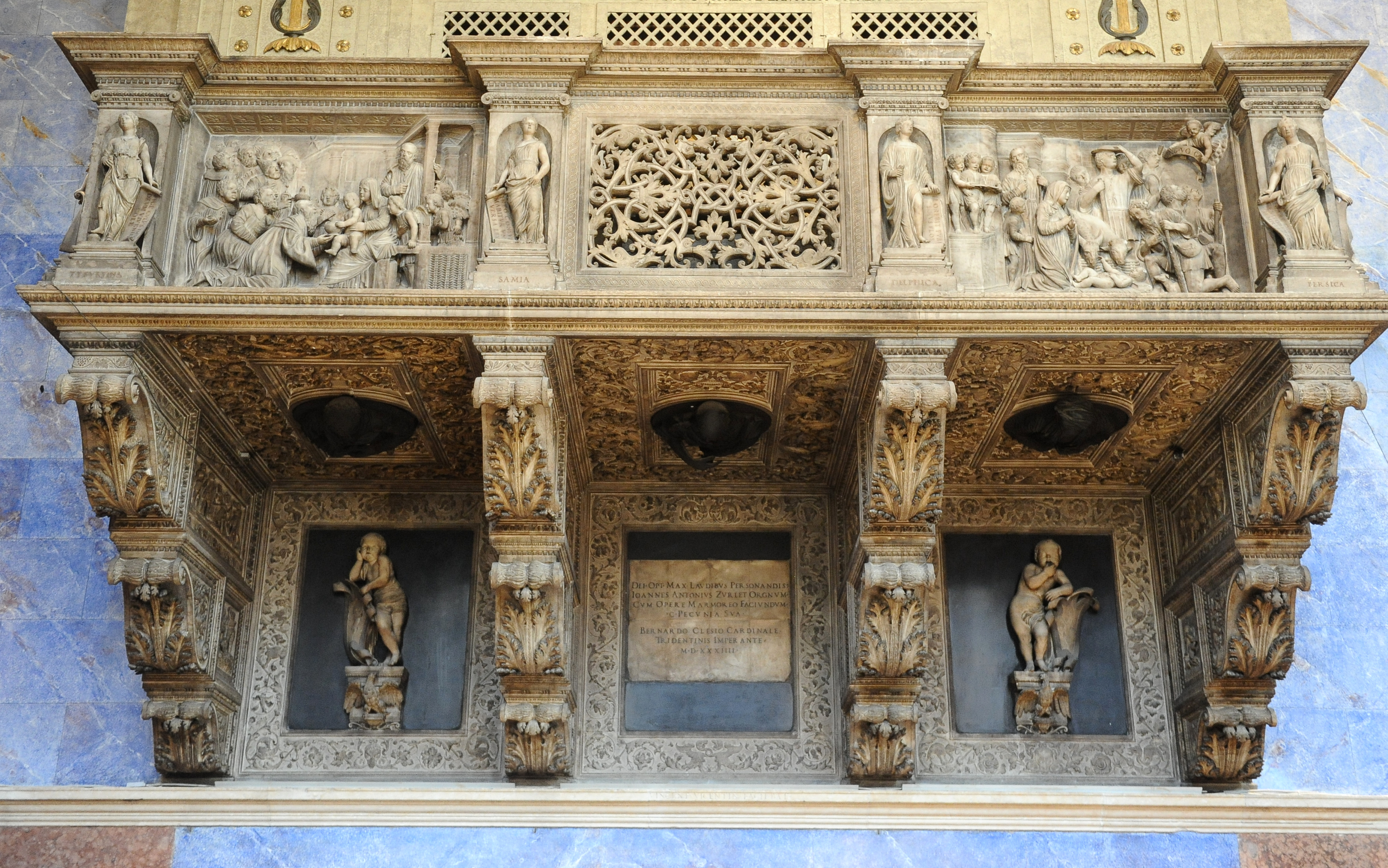
Tribune des chantres.
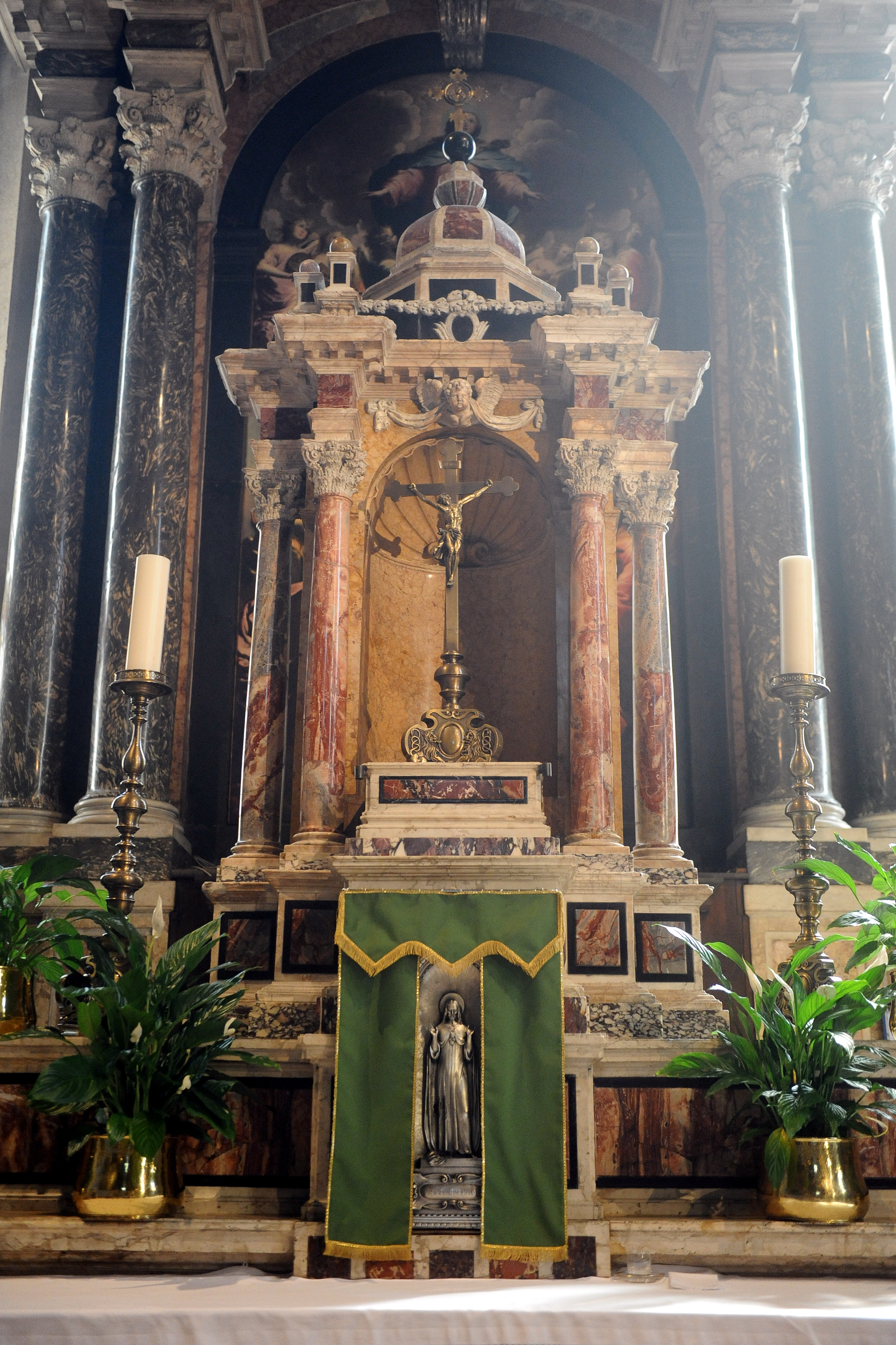
Un autel latéral.
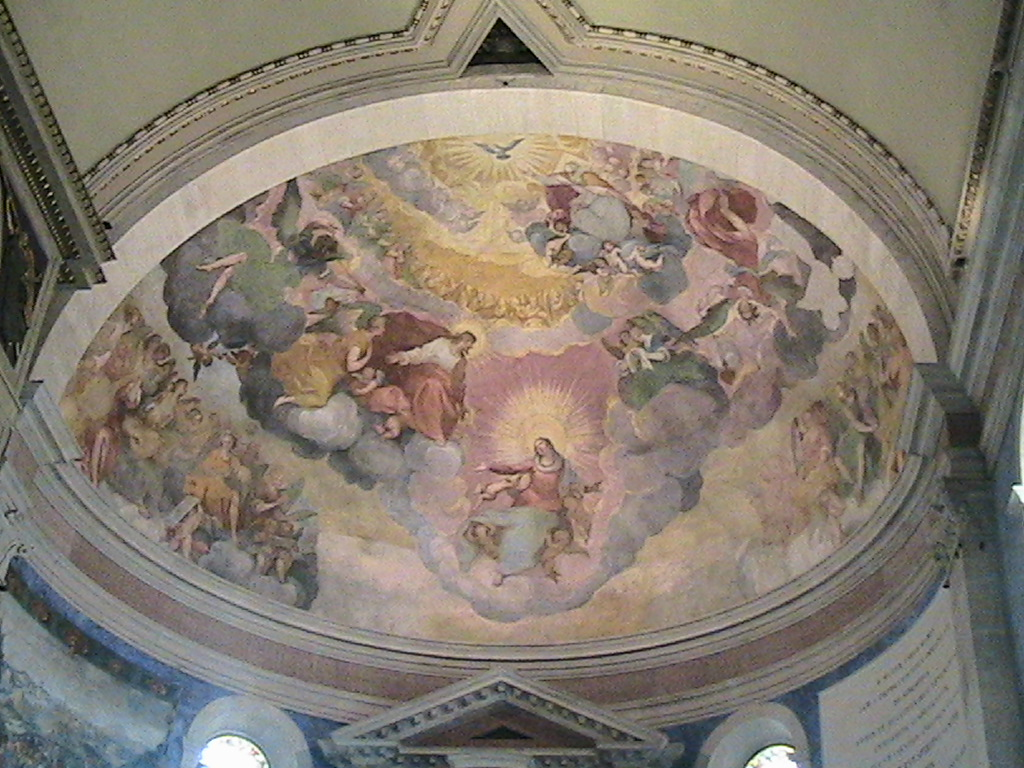
Peinture de l'abside